# Мефодій II (патріарх Константинопольський)
Мефодій II (грец. Μεθόδιος Β΄; д/н — 1240) — константинопольський патріарх у 1240 році.

## Життєпис
Відомостей про нього обмаль. Був ігуменом монастиря Іакінфа в Нікеї. Перед смертю патріарх Герман II рекомендував як свого наступника Никифора Блеммида. Втім імператор Іоанн III підтримав кандидатуру Мефодія як більш слухняного. Втім той керував патріархатом лише 3 місяці й помер у вересні 1240 року. Поховано в монастирі Іакінфа.
До 1243 року вибори патріарха не проводилися, оскільки імператор Іоанн III вагався з вибором, намагаючись обрати вірного союзника. Врешті-решт підтримав митрополита Мануїла Ефеського.